# Ames Stradivarius
Pour les articles homonymes, voir Ames (homonymie).

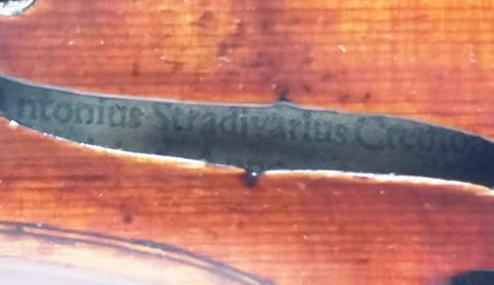
Les mots “Antonius Stradivarius Cremona” dans l'ouverture du Ames Stradivarius.

Le Ames est un violon daté de 1734, réalisé par le luthier italien Antonio Stradivari de Crémone. C'est l'un des 450 à 700 instruments Stradivari conservés jusqu'à l'époque contemporaine.
Le Ames tient son nom du violoniste George Ames qui le posséda à la fin du XIXe siècle. Il a été volé à son dernier propriétaire Roman Totenberg en 1980. Roman Totenberg, décédé en 2012, avait toujours soupçonné un rival, Phillip Johnson, mais les autorités n'avaient pas donné de suites. Le 26 juin 2015, à la suite du décès de Phillip Johnson en 2011, son ex-femme chercha à faire estimer le violon, trouvé dans un grenier. Il fut immédiatement reconnu par l'expert.